# Ezra Cornell
Ezra Cornell ( /kɔrˈnɛl/ ; Westchester Landing , 11 de enero de 1807 - 9 de diciembre de 1874 ) fue hombre de negocios, político y filántropo estadounidense de origen inglés. Fue el fundador de Western Union y cofundador de la Universidad de Cornell. También se desempeñó como presidente de la Sociedad de Agricultura de Nueva York. y como senador del estado de Nueva York.

## Primeros años
Cornell nació en Westchester Landing en lo que es ahora 1515 Williamsbridge Rd, en lo que se convertiría en el Bronx, Nueva York, a Elijah Cornell y Eunice (Barnard), un alfarero.  Fue criado cerca de DeRuyter, Nueva York. Era primo de Paul Cornell, fundador del barrio de Hyde Park en Chicago. Cornell también era un pariente distante de William Cornell, quien era un instalador temprano (originalmente de Rhode Island) de Scarborough, Ontario, cuyo nombre se usó para la comunidad planificada de Cornell, Ontario, después de una sugerencia del abogado y miembro de la familia Cornell Paul Mingay. Cornell viajó ampliamente como carpintero en el estado de Nueva York.  Al poner los ojos en el lago Cayuga y Ithaca, decidió que sería su futura casa.
El ancestro patrilineal más antiguo de Cornell, Thomas Cornell (1595–1655), probablemente era puritano al principio; luego un seguidor de Roger Williams y Anne Hutchinson; entrando en quakerismo, que parece haber sido la religión de los descendientes de Thomas Cornell. Portsmouth, Rhode Island, destaca en la historia estadounidense por el Pacto de Portsmouth de 1638, declarando una separación de la iglesia y el Estado, revalorizando la remontería de Flushing de 1657 que declara la tolerancia religiosa en Nueva Ámsterdam, en particular de los cuáqueros. Ezequiel Cornell, un general de la Guerra Revolucionaria, representó a Rhode Island en el Congreso Continental de Estados Unidos de 1780 a 1782.

## Primeros años de carrera
Al llegar a Ithaca, NY en la primavera de 1828, Cornell primero encontró trabajo como carpintero antes de ser contratado como mecánico por Otis Eddy para trabajar en su molino de algodón en Cascadilla Creek. Siguiendo la recomendación de Eddy, Jeremías S. Beebe contrató a Cornell para reparar y revisar sus fábricas de yeso y harina en Fall Creek. Durante la larga asociación de Cornell con Beebe, diseñó y construyó un túnel para una nueva carrera de molino en Fall Creek; una presa de piedra en Fall Creek, que formó el lago de Beebe; y un nuevo molino de harina. Para 1832, estaba a cargo de todas las preocupaciones de Beebe en Fall Creek.
Se casó con Mary Ann Wood en 1831 en Dryden, Nueva York. La familia joven y creciente necesitaba más ingresos de los que podía ganar como gerente de las fábricas de Beebe. Así, habiendo comprado derechos en una patente para un nuevo tipo de arado, Cornell comenzó lo que serían décadas de viajar lejos de Ithaca. Sus territorios para la venta del arado eran los estados de Maine y Georgia. Su plan era vender en Maine en el verano y la Georgia más suave en el invierno. Con medios limitados, caminó entre los dos estados.[cita requerida]

## Telégrafo
Pasando en las oficinas del Granjero de Maine en 1842, Cornell vio un conocido de su, un F.O.J. Smith, dobló sobre algunos planes para un "rascador" como lo llamó Smith. Por lo que respecta a los servicios prestados, a Smith se le había concedido una cuarta parte de la patente de telégrafo en poder de Samuel F.B. Morse, y estaba tratando de idear una manera de enterrar las líneas de telégrafo en el suelo en la tubería de plomo. El conocimiento de Ezra de los fuelles se puso a prueba y Ezra ideó un tipo especial de arado que cavaría una zanja de 2 pies 6 pulgadas (76,2 cm) pies  pulgadas (76 ), pondría el tubo y el cable de telégrafo en la zanja y lo cubriría de nuevo a medida que iba. Más tarde se descubrió que la condensación en los tubos y el mal aislamiento de los cables impedían la corriente eléctrica en los cables y por lo tanto colgaban el cable de los postes de telégrafo se convirtieron en el método aceptado. 
Cornell hizo su fortuna en el negocio del telégrafo como asociado de Samuel Morse, habiendo ganado su confianza construyendo y sujetando los polos para la línea del telégrafo Baltimore–Washington, la primera línea del telégrafo, en los Estados Unidos. Para abordar el problema de las líneas de telégrafo acortando al suelo, Cornell inventó la idea de usar aisladores de vidrio en el punto donde las líneas de telégrafo están conectadas a los polos de apoyo. Después de unirse a Morse, Cornell supervisó la erección de muchas líneas de telégrafo, incluyendo una parte de la línea de Nueva York, Albany & Buffalo en 1846 y la Erie and Michigan Telegraph Company conectando Buffalo a Milwaukee con socios John James Speed y Francis Ormand Jonathan Smith. Cornell, Speed y Smith también construyeron la línea de Nueva York y Erie compitiendo con y paralelamente al sur la línea de Nueva York, Albany y Buffalo en la que Morse tenía una parte importante. La línea se completó en 1849 y Cornell se hizo presidente de la compañía.
La hermana de Cornell, Phoebe, casada Martin B. Madera y se trasladó a Albion, Michigan, en 1848. Cornell le dio a Wood un trabajo construyendo nuevas líneas e hizo a Phoebe su operador de telégrafo, la primera mujer operadora en los Estados Unidos. Cornell ganó una gran fortuna cuando la Erie y Michigan se consolidaron con Hiram Sibley y su Nueva York y Mississippi Company para formar la compañía de la Unión Occidental. Cornell recibió dos millones en acciones de la Unión Occidental.
Cornell fue miembro republicano de la Asamblea del Estado de Nueva York (Tompkins Co.) en 1862 y 1863; y del Senado del Estado de Nueva York de 1864 a 1867, sentado en las 87, 88, 89 y 90 legislaturas del Estado de Nueva York.

## Biblioteca Libre de Cornell

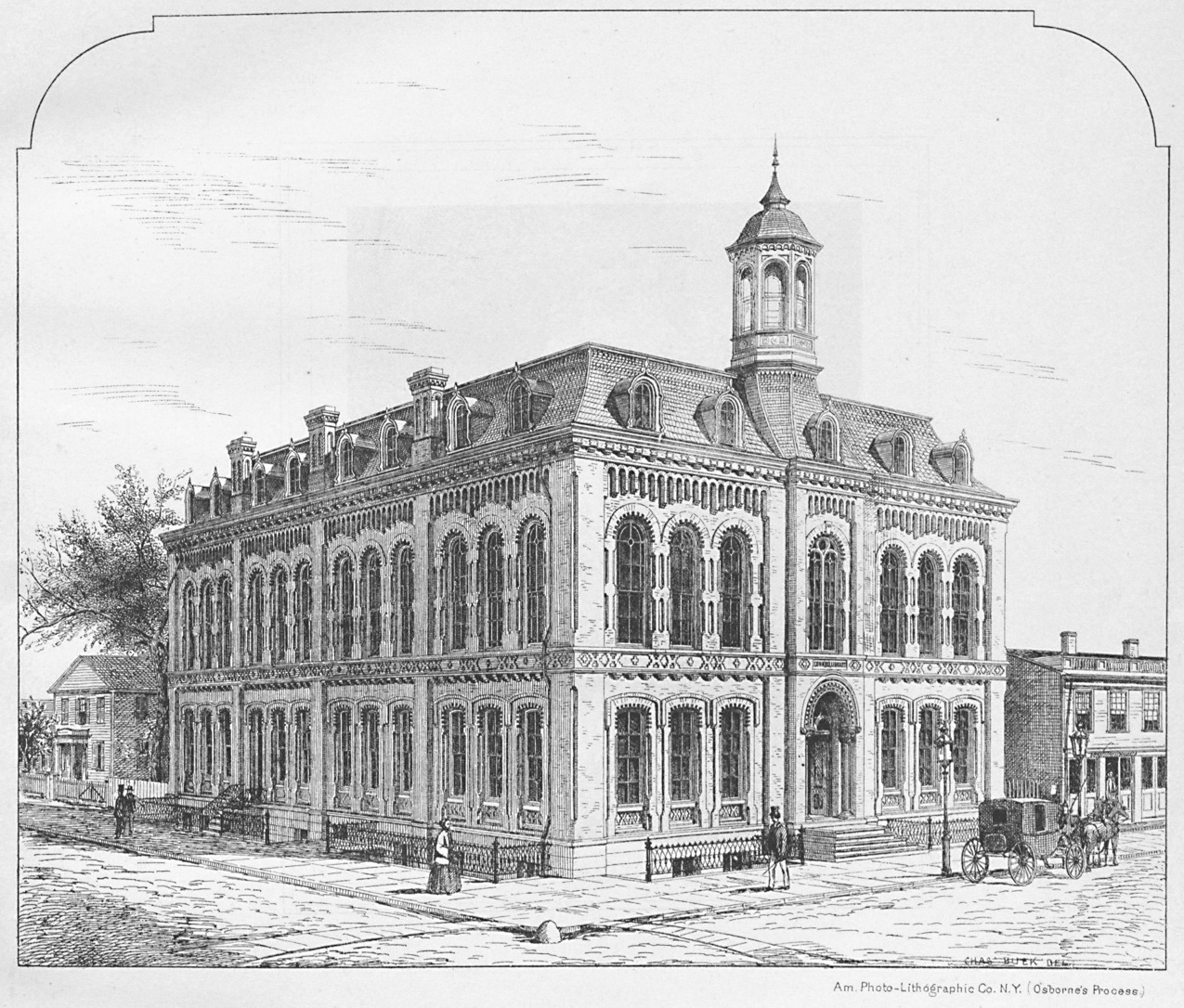
Cornell Biblioteca libre, Seneca y Tioga calles, 1864 a 1960.

Cornell se retiró de Western Union y centró su atención en la filantropía. Dotó a la Biblioteca Libre de Cornell, la primera biblioteca pública para los ciudadanos de Ithaca. La biblioteca fue incorporada el 5 de abril de 1864 y presentada formalmente al pueblo el 20 de diciembre de 1866. El edificio original de la biblioteca estaba en la esquina de la calle Tioga y Seneca hasta que fue demolida en 1960. La biblioteca evolucionó con el tiempo para servir al condado como la Biblioteca Pública del Condado de Tompkins.
Para honrar el 150 aniversario del regalo de Ezra, un mural de Ezra Cornell fue colgado en la pared exterior de la actual Biblioteca Pública del Condado de Tompkins en octubre de 2016.

## Universidad de Cornell

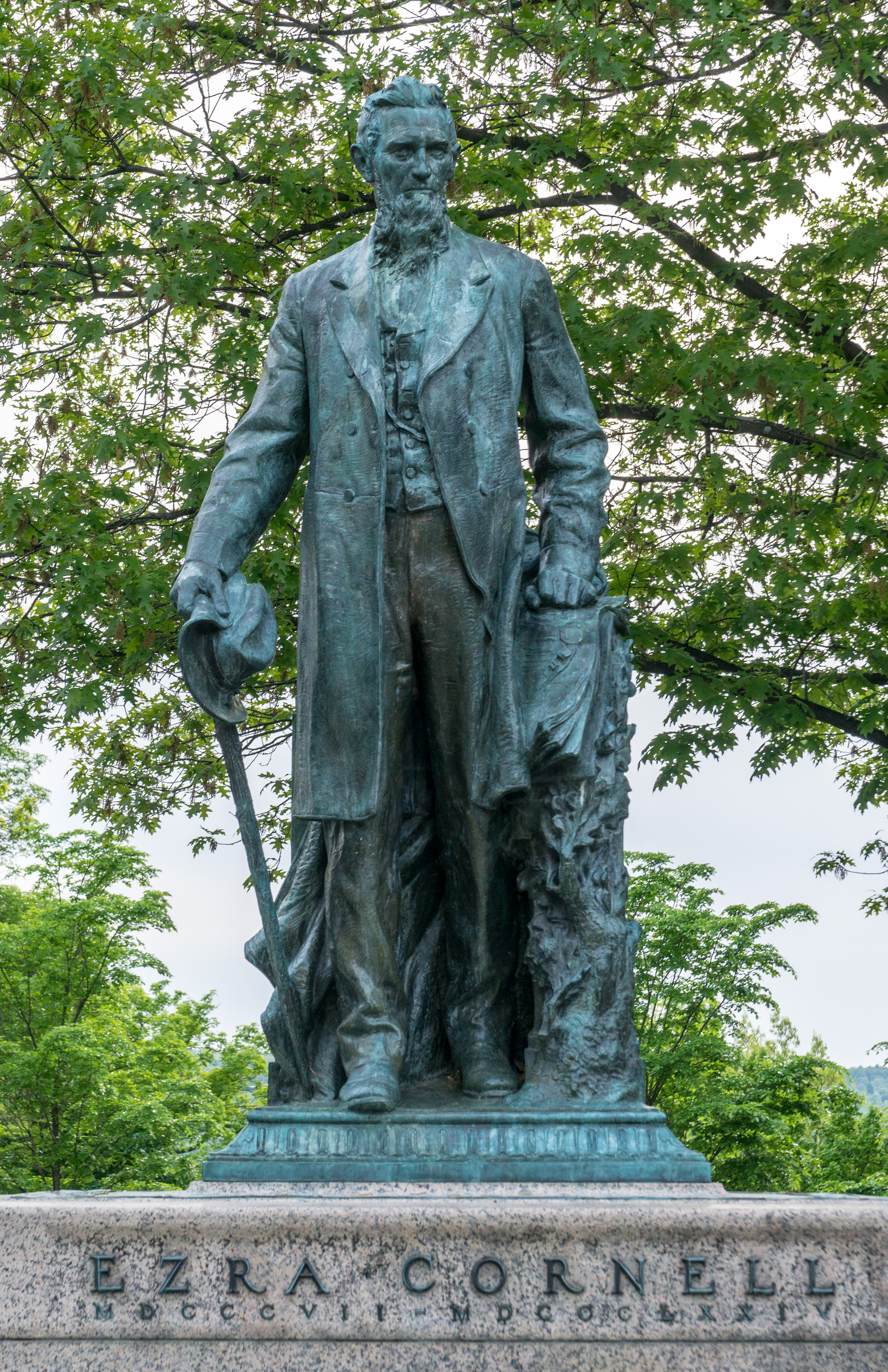
Esta estatua de bronce de Ezra Cornell de Hermon Atkins MacNeil fue erigida en el Quad de Artes de la universidad en 1919

Un entusiasta de toda la vida de la ciencia y la agricultura, vio grandes oportunidades en la Ley de 1862 Morrill Land-Grant College para fundar una universidad que enseñaría materias prácticas en igualdad de condiciones con los clásicos favorecidos por las instituciones más tradicionales. Andrew Dickson White ayudó a asegurar el estatus de la nueva institución como la universidad de Nueva York, y a la Universidad de Cornell se le concedió una carta a través de sus esfuerzos en 1865.
La Universidad de Cornell obtuvo ingresos mucho mayores que los anteriores colegios de subvenciones a la tierra, en gran parte de transacciones inmobiliarias dirigidas por Ezra Cornell. En el marco del programa de subsidios a la tierra, el gobierno federal emitió los colegios scrip, documentos que otorgan el derecho a seleccionar una parcela de tierra. Estos colegios generalmente vendieron rápidamente su escriba. Ezra Cornell, por otro lado, sostenía la mayor parte del garabato, anticipando que aumentaría el precio. También redimió a algún escriba por la tierra prometedora o por los derechos de la madera, especialmente el bosque de pino en Wisconsin. Mientras que las primeras escuelas de subvenciones a la tierra recibieron alrededor de medio dólar por acre, Cornell compensó un promedio de más de cinco dólares por acre en 1905.  Debido a estas explotaciones de madera, la ciudad de Cornell, Wisconsin, lleva el nombre de Cornell.

## Días posteriores

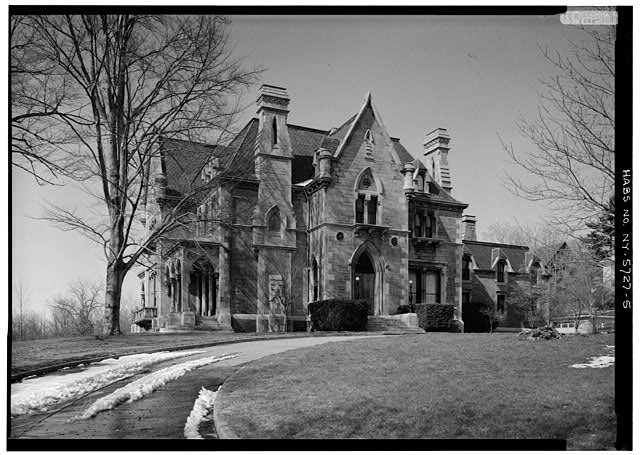
Llenroc, casa de Ezra Cornell

Ezra Cornell entró en el negocio del ferrocarril, pero le fue mal debido al pánico de 1873. Comenzó la construcción de una mansión palaciega en Ítaca, Llenroc (Cornell deletreado al revés) para reemplazar su casa de campo, Forest Home, pero murió antes de que se completara. Llenroc se mantuvo por los herederos de Cornell durante varias décadas hasta que fue vendido a la oficina local de la fraternidad Delta Phi, que ocupa hasta este día; Forest Home se vendió al capítulo Delta Tau Delta y luego se demolió.
Ezra, un prolífico escritor de cartas, mantenía correspondencia con un gran número de personas y escribía docenas de cartas cada semana. Esto se debió en parte a sus amplios viajes, y también a los numerosos socios comerciales que mantuvo durante sus años como empresario y luego como político y fundador de la universidad. La Universidad de Cornell ha puesto a disposición en línea las aproximadamente 30.000 cartas de la correspondencia de Cornell.[cita requerida]
correspondencia de Cornell.[cita requerida]

## Vida personal

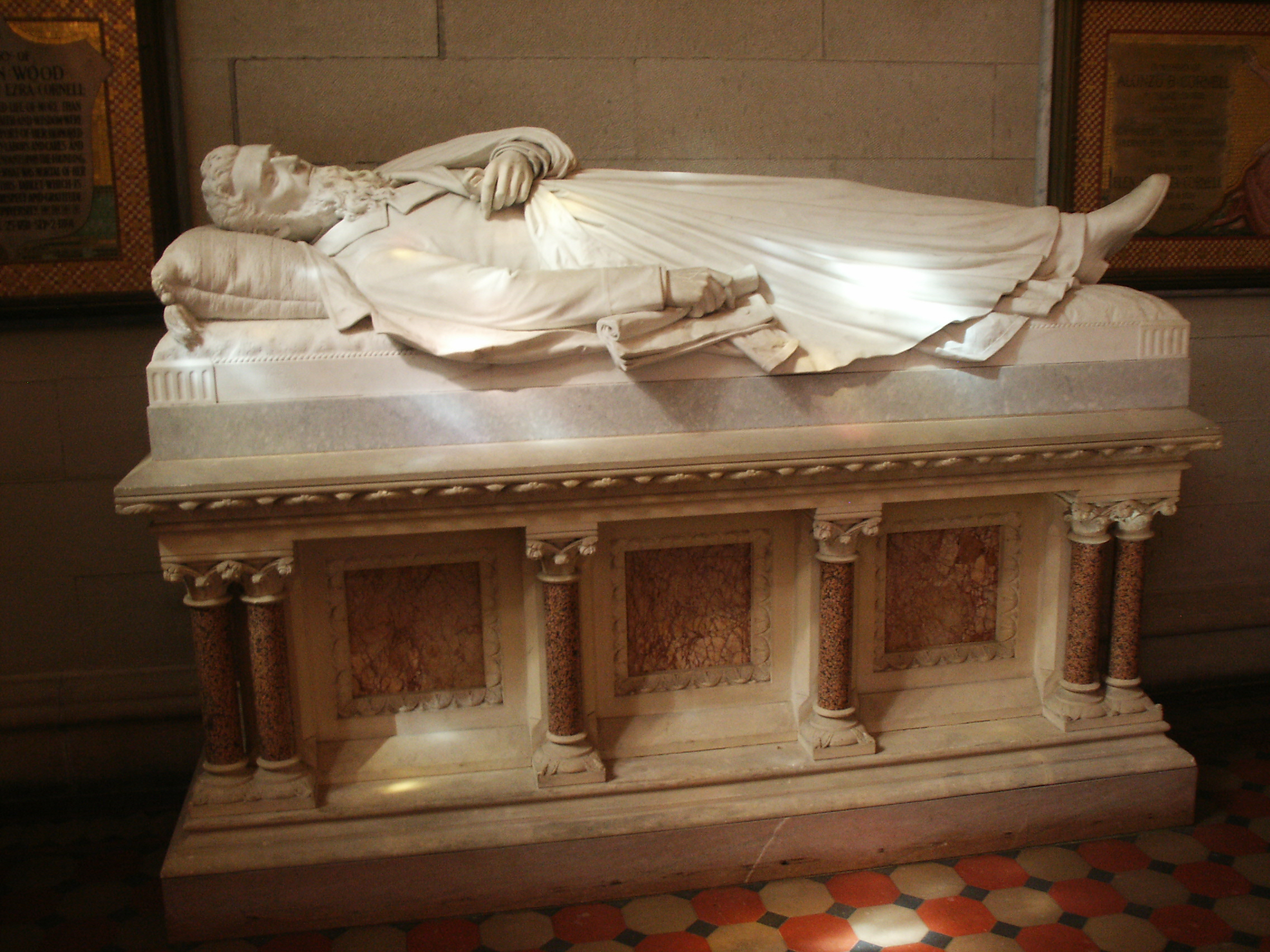
Cornell sarcófago en Capilla de Salvia

Ezra Cornell fue un Cuáquero de derecho de nacimiento, pero luego fue rechazado por la Sociedad de Amigos por casarse fuera de la fe con una “mujer del mundo”, Mary Ann Wood, un metodista, el 19 de marzo de 1831.
El 24 de febrero de 1832, escribió la siguiente respuesta a su expulsión de la Sociedad de Amigos debido a su matrimonio:
Siempre he considerado que elegir un compañero para la vida era un asunto muy importante y que mi felicidad o miseria en esta vida dependía de la elección…
Cornell está interconectado en la capilla de Sage en el campus de Cornell, junto con Daniel Willard Fiske y Jennie McGraw. Cornell fue puesto originalmente para descansar en el cementerio de Lake View, Ithaca N.Y., luego se trasladó a la capilla de Sage.
Posteriormente, su hijo mayor, Alonzo B. Cornell, fue gobernador de Nueva York. Desde su fundación, la carta de la Universidad especificó que al descendiente lineal más antiguo de Cornell se le otorga un puesto de vida en la Junta de Síndicos de la Universidad de Cornell, actualmente Charles Ezra Cornell. (Charles Ezra Cornell tomó el puesto el 17 de noviembre de 1969.)
En 1990, G. David Low, licenciado de Cornell Universidad y astronauta del transbordador espacial, tomó con él a espacio exterior un par de calcetines de seda del bronceado llevados por Ezra Cornell en su día de boda en 1831.